# Scorțeni (okręg Prahova)
Scorțeni – wieś w Rumunii, w okręgu Prahova, w gminie Scorțeni. W 2011 roku liczyła 1358 mieszkańców.